# Gabby DeLoof
Pour les articles homonymes, voir Deloof.
Gabby DeLoof est une nageuse américaine née le 13 mars 1996 à Grosse Pointe, dans le Michigan. Elle a remporté la médaille d'argent du relais 4 × 200 m nage libre aux championnats du monde de natation 2019 à Gwangju.
Elle est la sœur des nageuses Ali et Catie DeLoof.